# Sankt Wolfgang-Kienberg
Sankt Wolfgang-Kienberg (fino al 1963 Kienberg) è una frazione di 372 abitanti del comune austriaco di Obdach, nel distretto di Murtal, in Stiria. Già comune autonomo, il 1º gennaio 2015 è stato aggregato a Obdach assieme agli altri comuni soppressi di Amering e Sankt Anna am Lavantegg.